# 일리야 샤트로프
일리야 알렉세예비치 샤트로프 (러시아어: Илья Алексеевич Шатров; 1879년 (또는 1885년) 4월 1일 – 1952년 5월 2일)는 러시아의 군악가, 지휘자, 작곡가이다. 그는 1906년에 왈츠곡 만주의 언덕에서를 작곡한 것으로 유명하다. 이 왈츠는 러일 전쟁 중 봉천 회전에서의 그의 경험을 담고 있으며, 전투에서 전사한 그의 전우 중 한 명에게 헌정되었다.

## 생애
샤트로프는 1879년 4월 1일 러시아 보로네시주 세미루스키의 젬랸스크에서 러시아 제국 근위대 리투아니아 생명 근위 보병 연대의 퇴역 부사관이었던 알렉세이 미하일로비치 샤트로프의 아들로 태어났다.
1905년, 샤트로프는 목샨스키 연대 오케스트라의 지휘자가 되어 러일 전쟁에 참전했다. 1905년 2월, 제214 예비 목샨 보병 연대는 봉천과 요양 전투에 참가했다. 한 전투에서 연대는 일본군에 포위되어 적군의 끊임없는 공격을 받았다. 탄약이 이미 소진된 위기의 순간에 연대장 파벨 포비바네츠 대령은 "군기와 오케스트라가 앞장설 것이다!"라는 명령을 내렸다. 군악대장 샤트로프는 오케스트라를 참호의 흉벽으로 이끌고 전투 행진곡을 연주하라는 명령을 내린 후 연대 군기보다 앞서 오케스트라를 이끌고 나갔다. 고무된 병사들은 총검 돌격에 나섰다. 전투 중에 연대는 오케스트라의 음악과 함께 일본군을 계속 공격했고, 결국 포위망을 뚫었다. 전투 과정에서 연대장은 전사했고, 원래 4000명이었던 연대원 중 7명의 오케스트라 음악가를 포함하여 700명만이 살아남았다. 이 공로로 살아남은 오케스트라 음악가 전원은 성 게오르기 십자가를 수여받았고, 샤트로프는 장교 성 스타니슬라우스 훈장 3등급 검을 수여받았으며 (지휘자에게 두 번째로 수여된 상), 오케스트라는 은제 트럼펫을 수여받았다.
그는 1952년 5월 2일 탐보프에서 사망했다.

## 작품
- 만주의 언덕에서
- 비가 내린다